# حزب المحافظين المعتدلين (السويد)
حزب المعتدلين هو حزب سياسي في السويد.
تأسس الحزب في عام 1904. في البداية بدأ الحزب بفكر محافظ و قومي, ثم بدأ بتغيير و تجديد فكره بمرور مراحل عديدة. سمي حزب اليمين, ثم حزب المعتدلين حتى عام 2003.
بحلول عام 2003 تسلم العضو الإصلاحي البارز فريدريك رينفلت قيادة الحزب, و بدأ بإجراء تعديلات جذرية داخله, و منذ ذلك الحين أطلق اسم جديد على الحزب و هو "المعتدلون الجدد" ( Nya Moderaterna بالسويدية), أطلق المعتدلون الجدد على أنفسهم اسم حزب العمل السويدي لأنه أصبح يركز على العمل كقضية رئيسية بأيديولوجيته, و لم يعد يصنف الحزب كحزب محافظ, إنما كحزب ليبرالي معتدل.
في الانتخابات البرلمانية لعام 2006, حقق المعتدلون الجدد برئاسة راينفلت نتيجة تاريخية, فقد حصد الحزب 26,2% من الأصوات و بالتعاون مع حلفائه حزب الشعب الليبرالي, حزب الوسط, و حزب المسيحيين الديمقراطيين استطاع الفوز على الحزب الإشتراكي الديمقراطي أكبر الأحزاب السويدية و تشكيل حكومة ليبرالية برئاسة راينفلت. سميت هذه الحكومة "حكومة يمين الوسط" أو "حكومة التحالف من أجل السويد" و ذلك نسبة لاسم تحالف الأحزاب الليبرالية الأربعة "التحالف من أجل السويد"
تنامت شعبية الحزب بين عامي 2006 و 2010 خصوصا بعد سياسته الاقتصادية الناجحة و الخطة الاقتصادية التي طبقها لحماية السويد من الأزمة الاقتصادية العالمية, و كان هذا واضحا بانتخابات عام 2010, فقد حقق الحزب نتيجة تاريخية جديدة هي الأكبر منذ تأسيسه بحصده 30% من الأصوات, و عندها أكمل الحزب بالتعاون مع حلفائه حكم السويد للمرة الأولى في تاريخه بأخذ ثقة الناخبين لدورتين متتاليتين.
اعتبر فريدريك راينفلت بعد انتخابات 2010 رئيسا تاريخيا للحزب, بتحقيقه هذا الإنجاز.
ظل الحزب مع حلفائه الليبراليين يحارب اليمين المتطرف المعادي للهجرة و مقاطعته و يتمسك بالقوانين المنفتحة و المتسامحة مع الهجرة والمهاجرين.
بحلول عام 2014 تراجعت شعبية المعتدلين الجدد, بسبب قوانين الهجرة المفتوحة و السخية جدا مع المهاجرين كما يقول مراقبون, فقد حصد الحزب 23% من الأصوات و لكنها مع ذلك تعتبر ثالث أفضل نتيجة انتخابية للحزب بعد 2010 و 2006, و ظل مع التحالف الليبرالي أكبر كتلة في البرلمان السويدي.
بعد دقائق معدودة من صدور نتائج الانتخابات في 2014, ظهر رئيس الوزراء السويدي و الرئيس المحبوب بحزبه فريدريك راينفلت و أعلن استقالته من منصب رئيس الوزراء و من القيادة الحزبية, شاكرا جميع من عملوا معه بهذه "الرحلة الرائعة".
وجهت لراينفلت الكثير من الانتقادات على استقالته "المبكرة و المتسرعة" كما وصفها مراقبون, بكونه امتلك امكانية للتجديد لمرة ثالثة.
بعد استقالة راينفلت عاد الحزب خطوات نحو اليمين التقليدي مرة أخرى و أزال شعار حزب العمال الجديد. اعتبر راينفلت قائدا غير تقليدي في الحزب و ليبراليا حقيقيا على عكس حزبه المائل إلى الفكر المحافظ. رئيس الحزب اليوم أسمه أولف كريستيرشون.

## مواقع خارجية
- www.moderat.se